# Buck Buchanan
Junious "Buck" Buchanan, född den 10 september 1940 i Gainesville, Alabama USA, död den 16 juli 1992 var en amerikansk fotbollsspelare  som representerade Kansas City Chief under sin professionella karriär och blev senare invald i Pro Football Hall of Fame för sina insatser.

## Karriär

### Innan proffskarriären
Buchanan utmärkte sig redan på high school nivå då han var kapten för sin skola Parker High School i Birmingham i både basket och amerikansk fotboll. Han ska också ha sprungit en sträcka på 100 yards (ca 91 meter) på 10,2 sekunder. När han sedan började vid Grambling State University spelade han ett år i deras basketlag men det var amerikansk fotboll som gällde för Buchanan som spelade för Grambling i 4 år mellan 1959 och 1962. År 1963 blev han uttagen i ett All-Star-lag för collegespelare som slog det professionella Green Bay Packers i en match som var en årlig tradition fram till 1976. 1963 blev Buchanan draftad av både Dallas Texans från AFL och New York Giants från den rivaliserande ligan NFL. Buchanan valdes som nummer ett i första rundan av Dallas och det var också dit han gick. De följande månaderna flyttade laget dock till Kansas och blev Kansas City Chiefs. I och med detta blev Buchanan den svarte spelare flest gånger valdes först i draften.

### AFL/NFL
Buchanan kom att representera Kansas hela sin 13 år långa karriär som tog slut 1975. Under de 13 åren missade han endast en match. Buchanan och Kansas deltog i den första mästerskapsmatchen 1967 (Super Bowl I) mellan vinnaren av NFL respektive AFL där de fick se sig besegrade av Green Bay Packers. I Super Bowl IV 1970 lyckades de dock besegra Minnesota Vikings med 23-7 där Buchanan var en stor faktor i Kansas starka defensiv, en defensiv enhet som under slutspelet inte tillät motståndarna att göra mer än sju poäng i någon av matcherna. I Super Bowl IV I och med att Kansas nådde Super Bowl två gånger under Buchanans tid i klubben innebar det även att han vann AFL-mästerskapet 2 gånger. Han  kom även att delta i 8 raka All-Star matcher från 1964-1971 och åren 1965 samt 1967 utsågs han till Kansas MVP.
Det som gjorde Buchanan så bra var att han trots sin storlek var oerhört snabb. Oakland Raiders legendariska tränare John Madden ska ha sagt att Buchanan "revolutionerade sporten". Större spelare befann sig i regel ute på kanterna. Buchanan spelade i mitten och med sin kraft och snabbhet hotade han konstant motståndarnas quarterback.
Buchanans statistik som försvarare är inte speciellt imponerande eftersom statistikbokföringen av många defensiva spel började efter att Buchanan slutade spela. Exempelvis quarterback sacks (tackling av quarterbacken) räknades först 1982. I övrigt spelade Buchanan 182 matcher och stod för 3 interceptions samt 4 fumble recoveries.

## Efter spelarkarriären
Efter att han slutade som spelare blev han assisterade tränare i New Orleans Saints och Cleveland Browns under åren 1976-1978. Han kom senare att bilda ett eget byggföretag och bildade även Kansas Citys "svarta handelskammare" (översatt: Black Chamber of Commerce of Kansas City) som han var president över 1986-1989.
1981 valdes Buchanan i Kansas City Chiefs egan Hall of Fame. 1990 valdes Buchanan in i Pro Football Hall of Fame tillsammans med  Bob Griese, Franco Harris, Ted Hendricks, Jack Lambert, Tom Landry och Bob St. Clair. Buchanan är en av bara 13 spelare som hittills har valts in i Hall of Fame och dessutom blev vald först i draften. 1996 blev Buchanan även invald i College Football Hall of Fame, ett pris han aldrig fick ta emot själv då han avled 1992 på grund av lungcancer